# 보은 선병묵 고가
보은 선병묵 고가(報恩 宣炳默 古家)는 충청북도 보은군 장안면 개안리에 있는 일제강점기의 건축물이다. 2001년 3월 30일 충청북도의 문화재자료 제4호로 지정되었다.

## 개요
1940년대에 지은 집으로 안채·사랑채·행랑채 등을 갖추고 있다. 배치는 앞쪽에 사랑채를 두고 중문을 통해 그 뒤의 안채로 들어가도록 구성하였다.
사랑채는 앞면 4칸 반·옆면 2칸으로 비교적 큰 규모의 건물이다. 앞뒤 칸 밖에 퇴칸을 마련하여 방을 크게 꾸밀 수 있게 하였다. 또한 ㄱ자형의 툇마루를 두어 공간을 넓히는 한편 통로로도 활용할 수 있게 하였다.
안채로 들어가는 구조나 툇마루의 기능을 넓힌 점에서 전통 한옥 건축의 기법과는 다소 차이가 있는 양식을 보이는 집이다.

## 참고 문헌
- 보은 선병묵 고가 - 국가유산청 국가유산포털